# 塞乌·乔尔吉

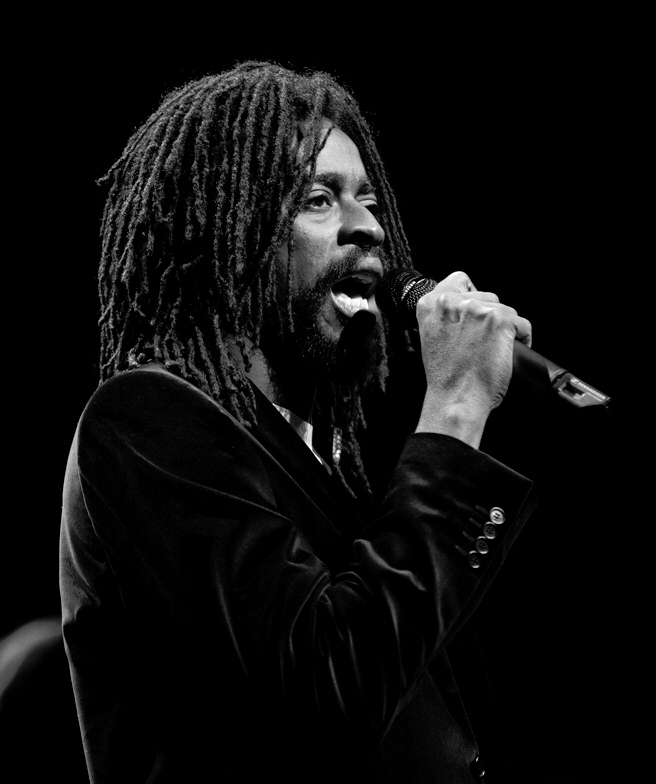
塞乌·乔尔吉

乔尔吉·马里奥·达·席尔瓦（Jorge Mário da Silva，1970年6月8日—）最为人所熟知的名字是其艺名塞乌·乔尔吉（Seu Jorge），是一位巴西音乐家、词曲作家、演员。乔尔吉曾在2002年电影《無法無天》中饰演马内·加利尼亚（Mané Galinha），在2004年电影《水中生活》中饰演贝利·多斯·桑托斯（Pelé dos Santos）。